# Cyclocoelum jaenschi
Cyclocoelum jaenschi är en plattmaskart som beskrevs av Johnston och Simpson 1940. Cyclocoelum jaenschi ingår i släktet Cyclocoelum och familjen Cyclocoelidae. Inga underarter finns listade i Catalogue of Life.